# 开通目
开通目（学名：Caytoniales）是已滅絕的種子蕨門下的一目。這類植物的根、茎不详，主要保存下来的化石是叶和生殖器官，它們曾被认为是被子植物的祖先。

## 分类与特征

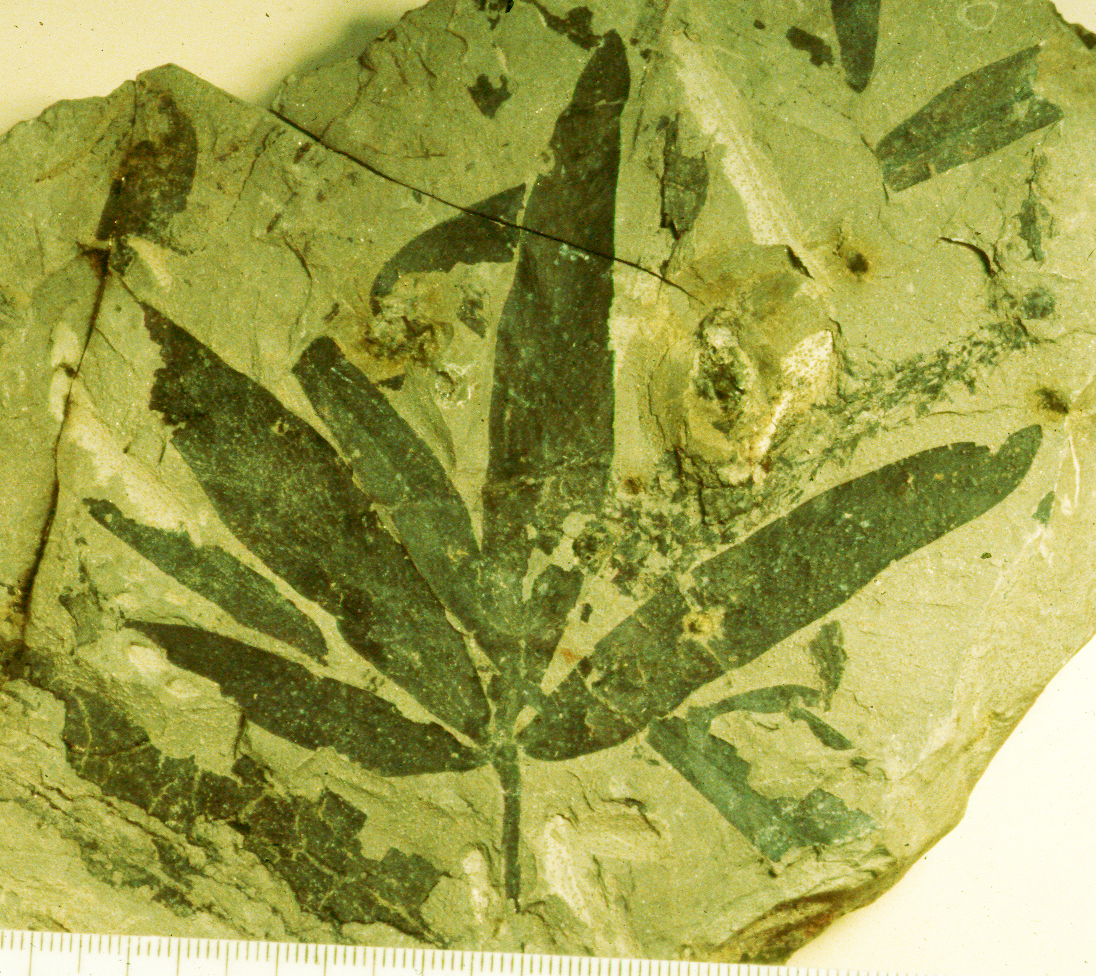
菲氏鱼网叶（Sagenopteris phillipsi）化石

已发现有几个形态属：叶化石为鱼网叶属，有长柄，顶端长有3至6枚小叶，小叶具有明显中脉；雄性生殖器为开通花属（Caytonanthus）；雌性生殖器为开通果属（Caytonia）。

## 分布
晚三叠纪和晚白垩纪时广泛分布于格陵兰、加拿大、西伯利亚和中国。